# 庞蒂雅娜的复仇
《庞蒂雅娜的复仇》（英語：Revenge of the Pontianak）是一部2019年的新加坡马来语浪漫恐怖电影，由努法祖拉、雷米·伊沙克等人主演。电影讲述位于马来西亚村落举行的马来婚礼上，美丽的庞蒂雅娜报复她深爱的男人的悲情故事。

## 演员
- 努法祖拉 饰演 米娜（Mina）
- 雷米·伊沙克 饰演 卡立（Khalid）
- 希山·哈密 饰演 Reza
- 申蒂·费利齐安娜 饰演 西蒂（Siti）
- 南农
- 托尼·尤索夫 饰演 Rais
- 娜迪娅·M·丁（Nadiah M. Din）
- 娜迪雅·阿琪拉
- Nik Harraz Danish
- 伊德里斯·莫·迪亚
- 哈斯娜·哈希姆（Hasnah Hashim）
- 哈丝莉娜·扎阿曼（Haslinna Jaaman）
- 万·哈纳菲·苏